# Escuela de vuelo

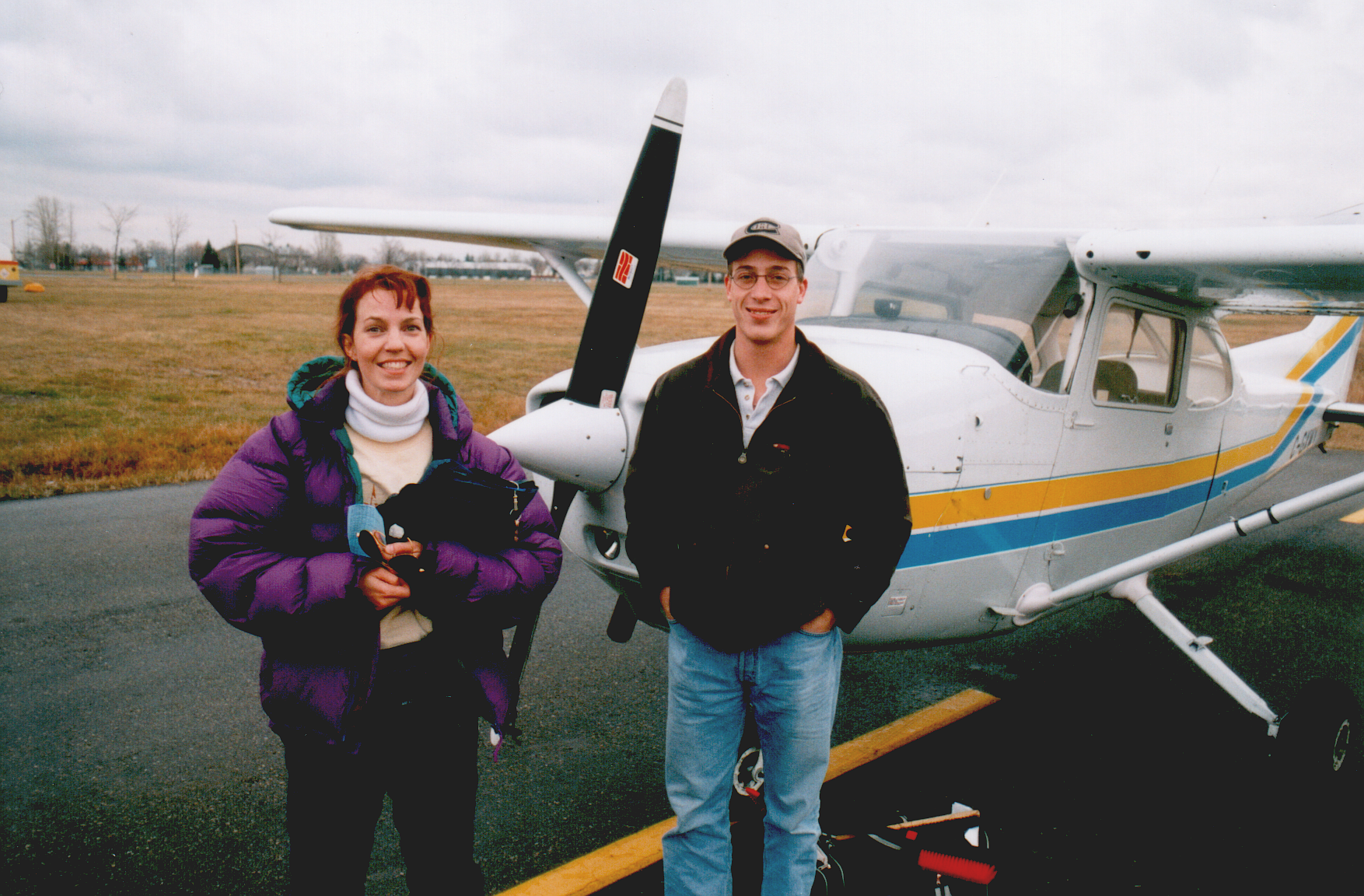
Una instructora de vuelo canadiense (izquierda) y su alumno (derecha) junto a un avión de entrenamiento Cessna 172.

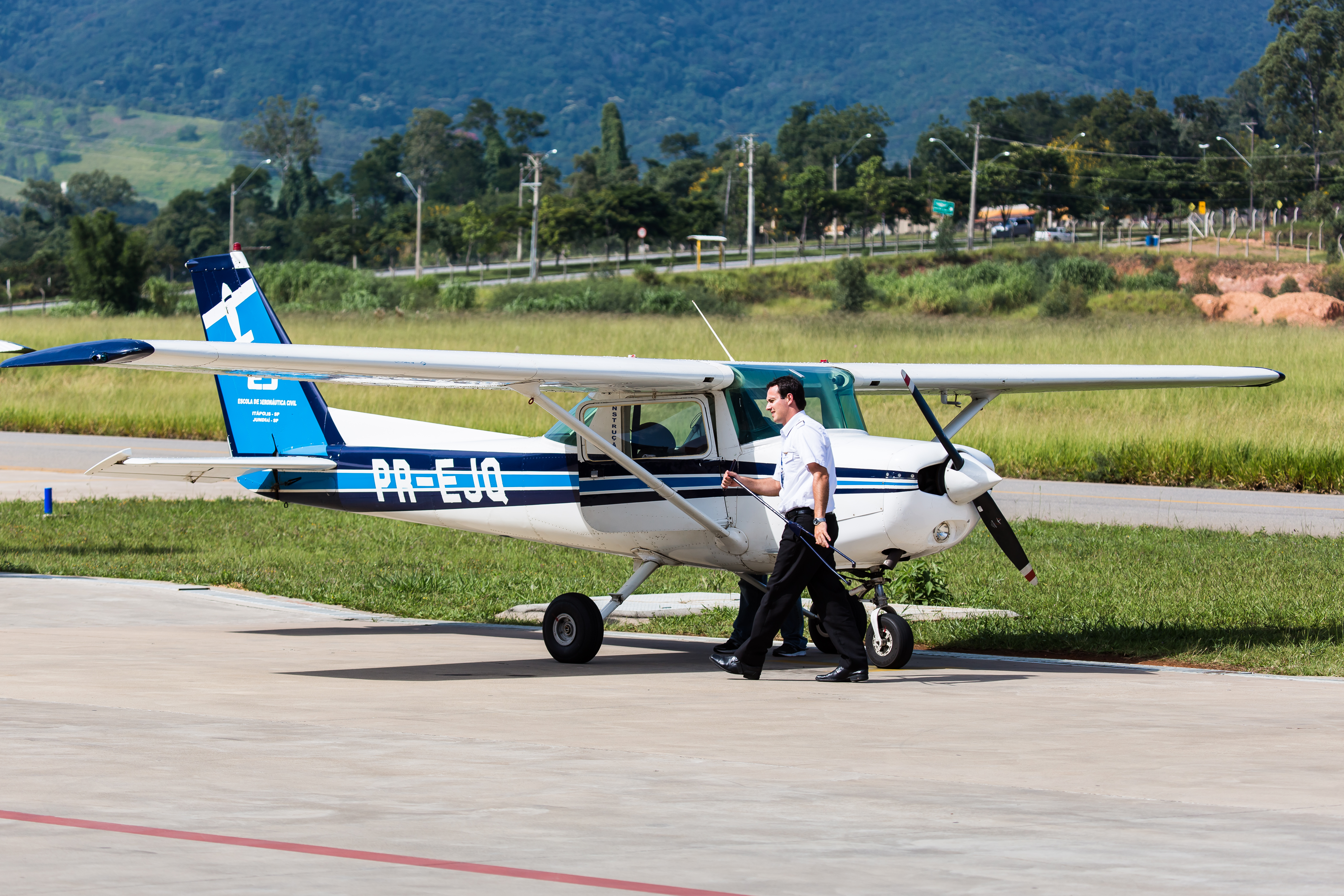
Avión utilitario Cessna 152.

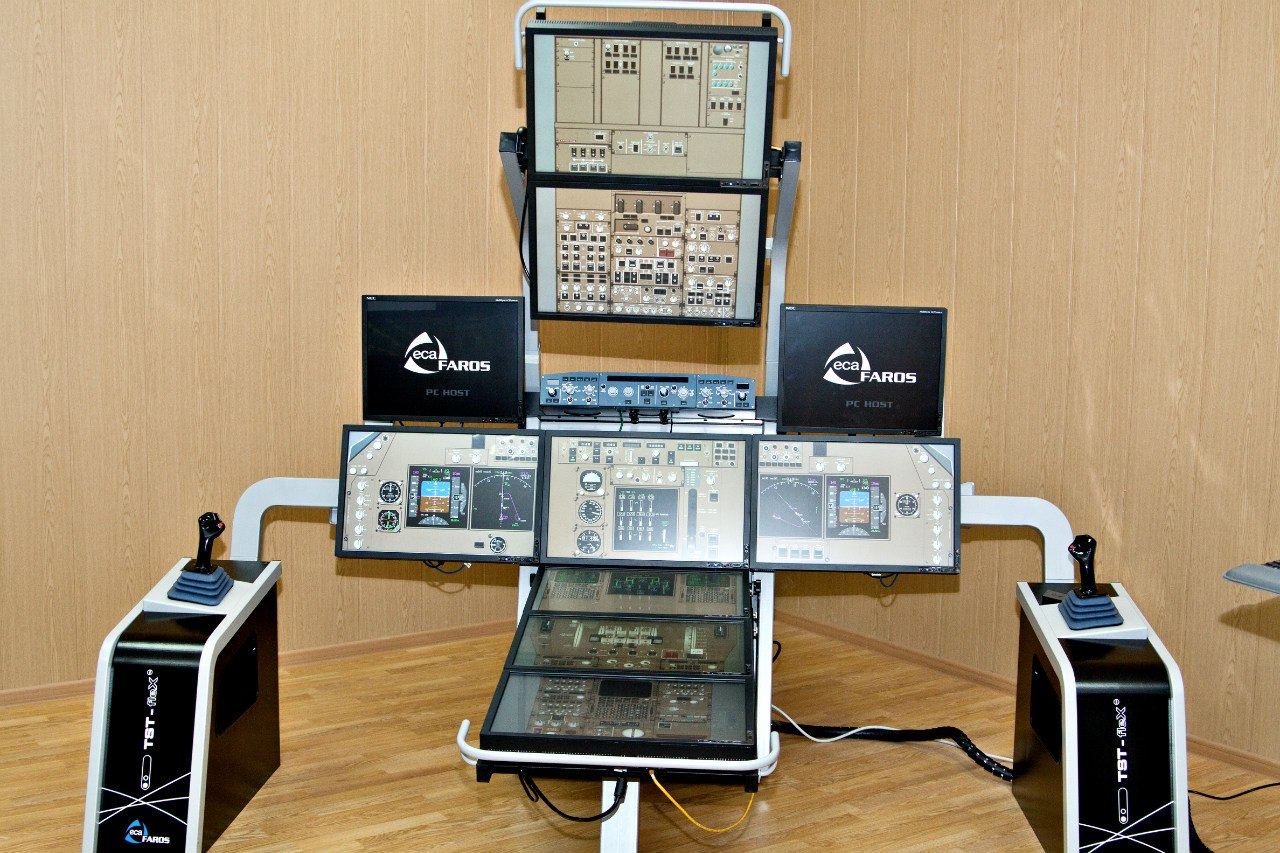
En las escuelas de vuelo, suelen utilizarse simuladores de vuelo como el de la imagen, de forma que funcione como herramienta de entrenamiento.

Una escuela de vuelo es una escuela, civil o militar, cuyo fin es ofrecer instrucción en vuelo, incluyendo enseñanza teórica y práctica, de acuerdo con programas de formación específicos.

## Regulación

### Europa
En Europa, las escuelas de vuelo (denominadas FTO, del inglés flight training organization, «organización de formación de vuelo») deben obtener la aprobación de las autoridades de un Estado miembro de las Autoridades Conjuntas de Aviación (JAA, Joint Aviation Authorities).
Las escuelas de vuelo, la formación en vuelo y la expedición de licencias de tripulación de vuelo (o licencias JAR-FCL, por Joint Aviation Requirements Flight Crew License) están reguladas en España a través de la Orden FOM/3376/2009, que tiene por objetivo reflejar la normativa de la JAA en la legislación española.
De acuerdo con esta normativa, las FTO deben tener empleados en exclusiva a tres formadores:
- Un jefe de enseñanza (HT, Head Trainer), máximo responsable de garantizar la integración satisfactoria de la instrucción en vuelo, la instrucción en entrenador sintético y la enseñanza de conocimientos teóricos, y de supervisar el progreso individual de los alumnos.
- Un jefe de instrucción de vuelo (CFI, Chief Flight Instructor), responsable de la supervisión de los instructores de vuelo y vuelo sintético y de la estandarización de la instrucción en vuelo y en entrenador sintético.
- Un jefe de enseñanza teórica (CGI, Chief Ground Instructor), responsable de la supervisión de todos los profesores y de la normalización de toda la enseñanza de conocimientos teóricos.

Además, las FTO deben elaborar y mantener al día un manual de instrucción y un manual de operaciones que contenga la información y las instrucciones necesarias para que el personal realice sus tareas y sirva de guía a los alumnos para cumplir las exigencias de curso
- El manual de instrucción debe establecer los niveles, objetivos y metas de la enseñanza que los alumnos deben alcanzar en cada fase de la misma.
- El manual de operaciones debe contener la información necesaria para cada grupo concreto del personal e.g. FI, instructores de entrenador sintético, profesores de teoría, personal de mantenimiento y operaciones, etc.[2][3]